# Naturschutzgebiet Mittleres Hoppecketal

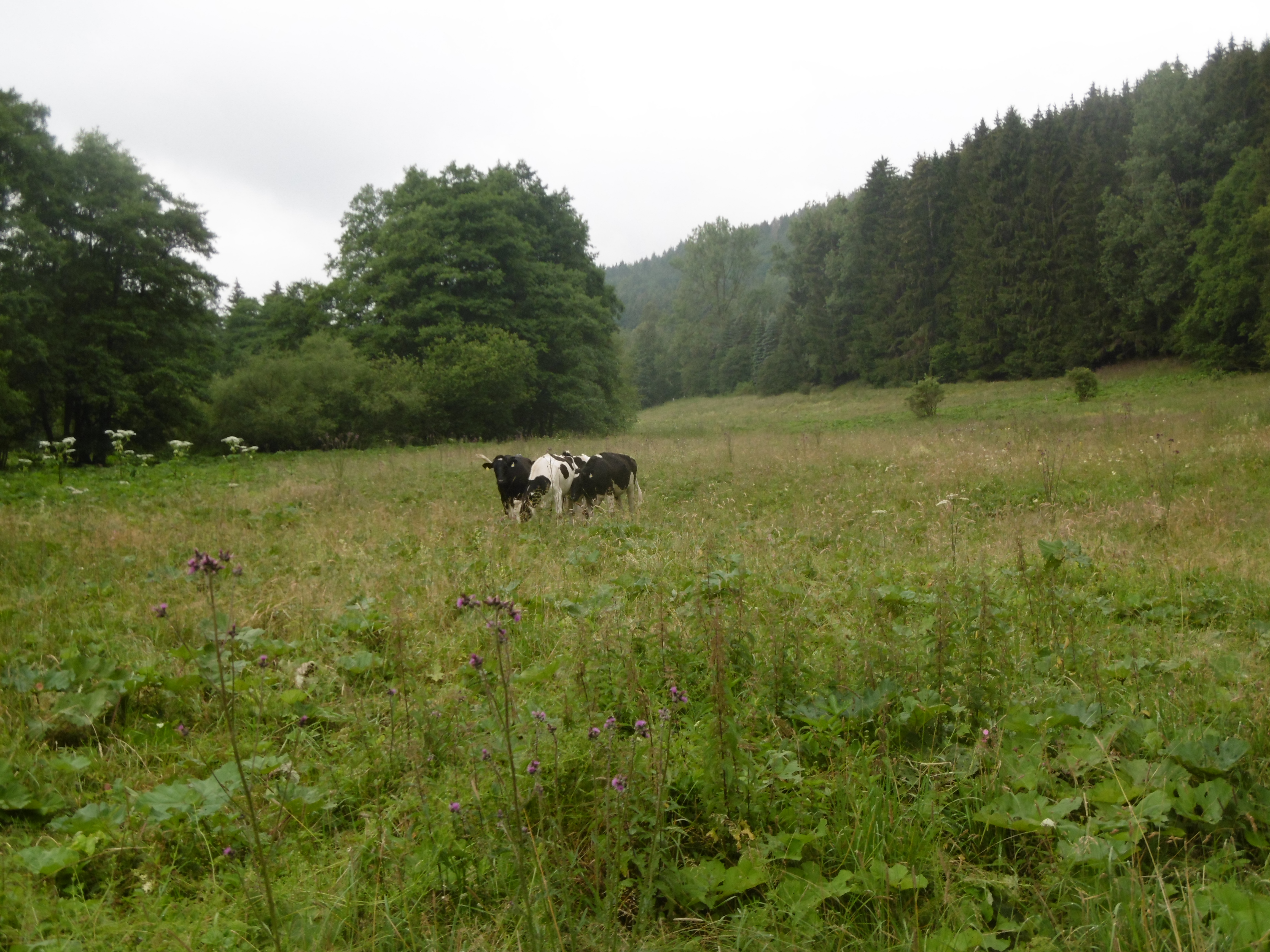
Naturschutzgebiet Mittleres Hoppecketal

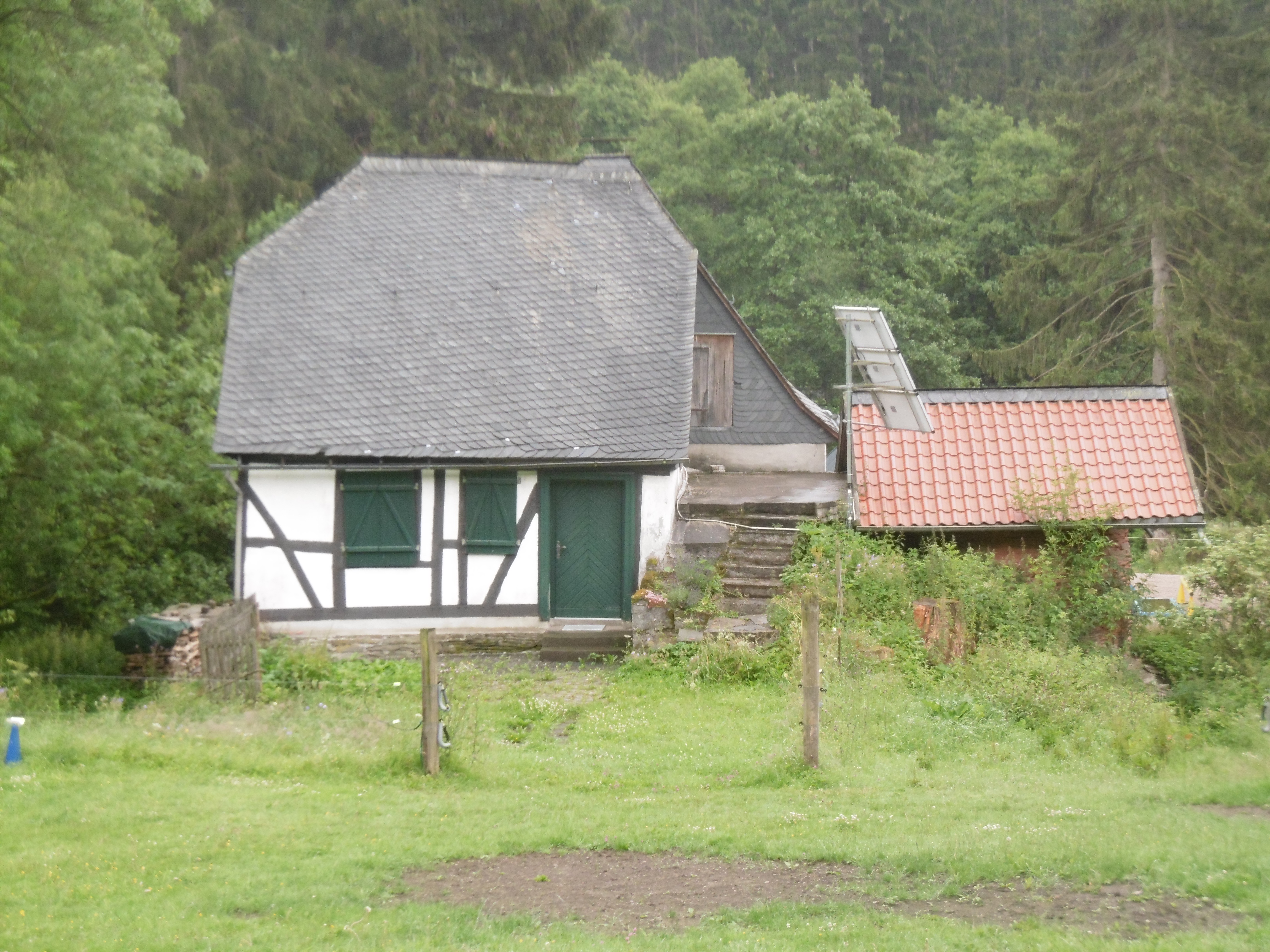
Baudenkmal Alte Hütte im NSG

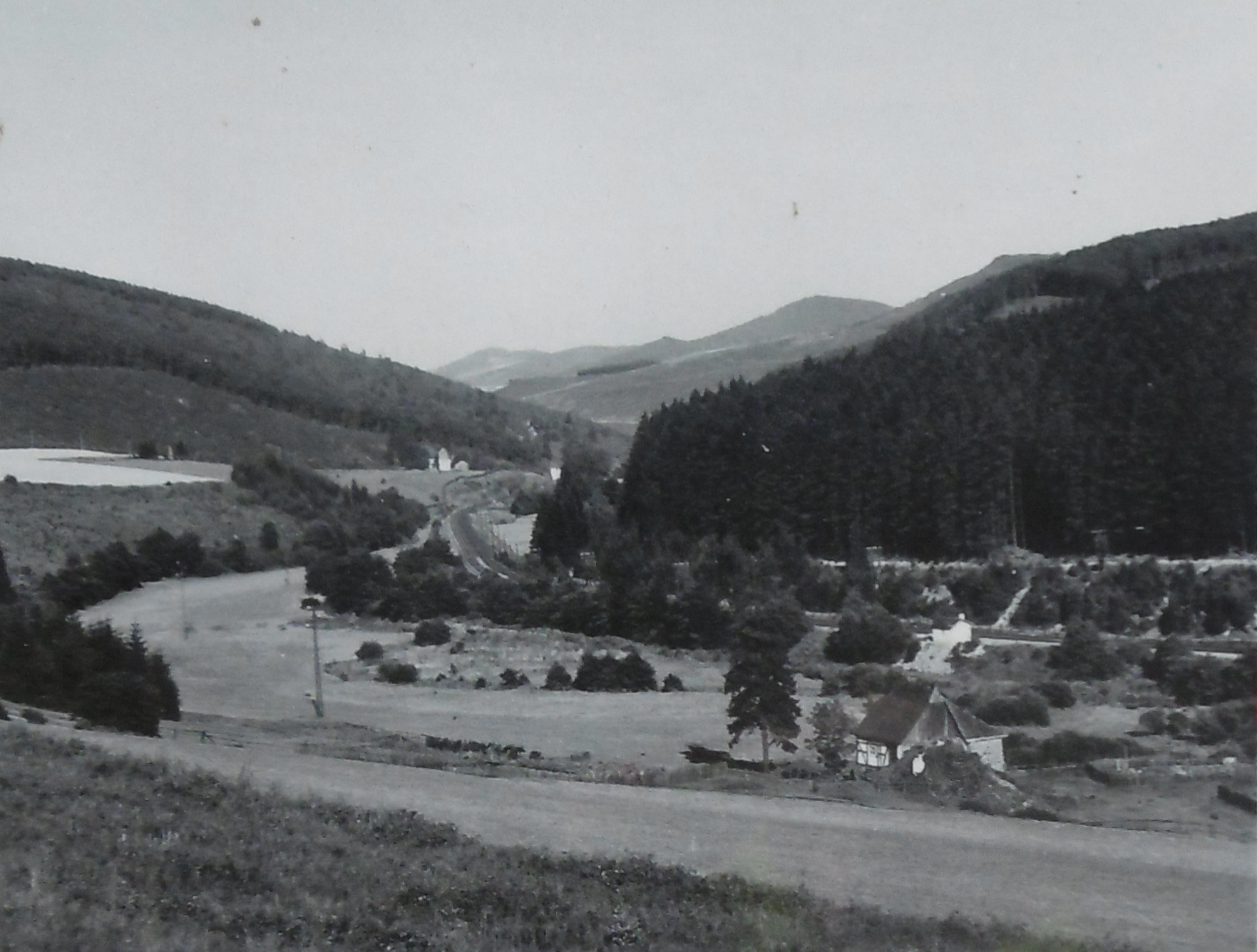
Hoppecketal 1937 mit Westbereich des Dorfes Hoppecke

Das Naturschutzgebiet Mittleres Hoppecketal mit einer Größe von 46,6 ha liegt zwischen Brilon-Wald und Hoppecke im Stadtgebiet von Brilon und besteht aus zwei Teilflächen. Das Gebiet wurde 2001 mit dem Landschaftsplan Hoppecketal durch den Hochsauerlandkreis als Naturschutzgebiet (NSG) ausgewiesen. Das NSG gehört zum FFH-Gebiet Gewässersystem Diemel und Hoppecke (DE 4617-302). Das NSG gehört seit 2023 zum Vogelschutzgebiet Diemel- und Hoppecketal mit angrenzenden Wäldern.

## Gebietsbeschreibung
Beim NSG handelt es sich um den Fluss Hoppecke mit seiner Flussaue in diesem Bereich.
Es wurden durch das Landesamt für Natur, Umwelt und Verbraucherschutz Nordrhein-Westfalen Pflanzenarten wie Aufrechter Igelkolben, Bachbunge, Bach-Spatenmoos, Bitteres Schaumkraut, Bittersüßer Nachtschatten, Blauer Eisenhut, Blut-Ampfer, Echtes Johanniskraut, Echtes Mädesüß, Flutender Schwaden, Gegenblättriges Milzkraut, Gewöhnliche Pestwurz, Großer Wiesenknopf, Hain-Sternmiere, Kleine Bibernelle, Kleine Braunelle, Kleiner Baldrian, Kletten-Labkraut, Kohldistel, Mittleres Hexenkraut, Schlangen-Knöterich, Schwedische Mehlbeere, Spitzlappiger Frauenmantel, Spitz-Wegerich, Sumpf-Storchschnabel, Sumpf-Vergissmeinnicht, Sumpf-Wasserstern, Wald-Engelwurz, Wald-Ziest, Wasser-Minze, Wechselblättriges Milzkraut, Wiesen-Flockenblume, Wiesen-Platterbse und Wildes Silberblatt nachgewiesen.
Im NSG kaufte die Nordrhein-Westfalen-Stiftung Naturschutz, Heimat- und Kulturpflege ab 1989 5,70 ha Land an, welche vom Verein für Natur- und Vogelschutz im Hochsauerlandkreis betreut werden.

## Schutzzweck
Das NSG soll die Hoppecke und seine Aue schützen. Wie bei allen Naturschutzgebieten in Deutschland wurde in der Schutzausweisung darauf hingewiesen, dass das Gebiet „wegen der Seltenheit, besonderen Eigenart und Schönheit des Gebietes“ zum Naturschutzgebiet wurde.
Der Landschaftsplan führt zum speziellen Schutzzweck auf: „Erhaltung und Entwicklung eines grünlandgenutzten Talsystems für Zwecke des Arten- und Biotopschutzes, aus landeskundlichen Gründen (Erhaltung des Umfeldes der ‚Alten Hütte‘ in seiner ursprünglichen Form) sowie Sicherung der besonderen Eigenart (und damit verbundenen Erholungswirksamkeit) dieses Talsystems innerhalb eines weitgehend geschlossenen Waldgebietes. Wesentlicher Schutzzweck ist auch die Sicherung des ökologischen Netzes ‚Natura 2000‘ im Sinne der FFH-RL, dem die hier wirksamen Ge- und Verbote des allgemeinen Festsetzungskataloges unter 2.1 ebenso dienen wie das unten formulierte festsetzungsspezifische Gebot.“